# Acalypha centromalayca
Acalypha centromalayca é uma espécie de flor do gênero Acalypha, pertencente à família Euphorbiaceae.